# Ardipithecus ramidus
Ardipithecus ramidus is een uitgestorven mensachtige van het geslacht Ardipithecus uit het Plioceen van Oost-Afrika.

## Vondst en naamgeving
In 1992 en 1993 vond een team onder leiding van Timothy White fossielen van aapmensen bij de rivier de Awash in Ethiopië. De eerste vondst was op 17 december 1992 door de Japanse paleontoloog Gen Suwa en betrof de wortel van een kies, specimen ARA-VP-1/1. De verdere resten waren van de schedel, de onderkaak en armbeenderen. In 1994 werden aanvullende skeletdelen gevonden.
In september 1994 benoemden Tim White, Gen Suwa en Berhane Asfaw een nieuwe soort van Ardipithecus: Ardipithecus ramidus. De soortaanduiding is afgeleid van ramid, 'wortel' in het Afar. Dit verwijst zowel naar de Afar zelf als naar planten.
Het holotype ARA-VP-6/1 is op woensdag 29 december 1993 door Gada Hamed, een plaatselijke militieleider bijgenaamd 'Zipperman' die tegen betaling de expedities beschermde en ondersteunde, gevonden in de Middelste Awashafzetting van de Sagantoleformatie die dateert uit het Plioceen. De afzetting is ongeveer 4,42 miljoen jaar oud. Het bestaat uit min of meer aaneengesloten reeksen van in totaal tien tanden uit de bovenkaak en onderkaak: de bovenste eerste linkervoortand, de bovenste linkerhoektand, de derde linkerpremolaar, de vierde linkerpremolaar, de eerste bovenste rechtervoortand, de bovenste rechterhoektand, de bovenste vierde rechterpremolaar, de bovenste tweede rechterkies, de onderste derde rechterpremolaar en de onderste vierde rechterpremolaar.
De paratypen bestaan uit een gedeeltelijk postcraniaal skelet, twee schedelbases, de gepaarde onderkaken van een kind en verdere reeksen tanden of losse tanden. 

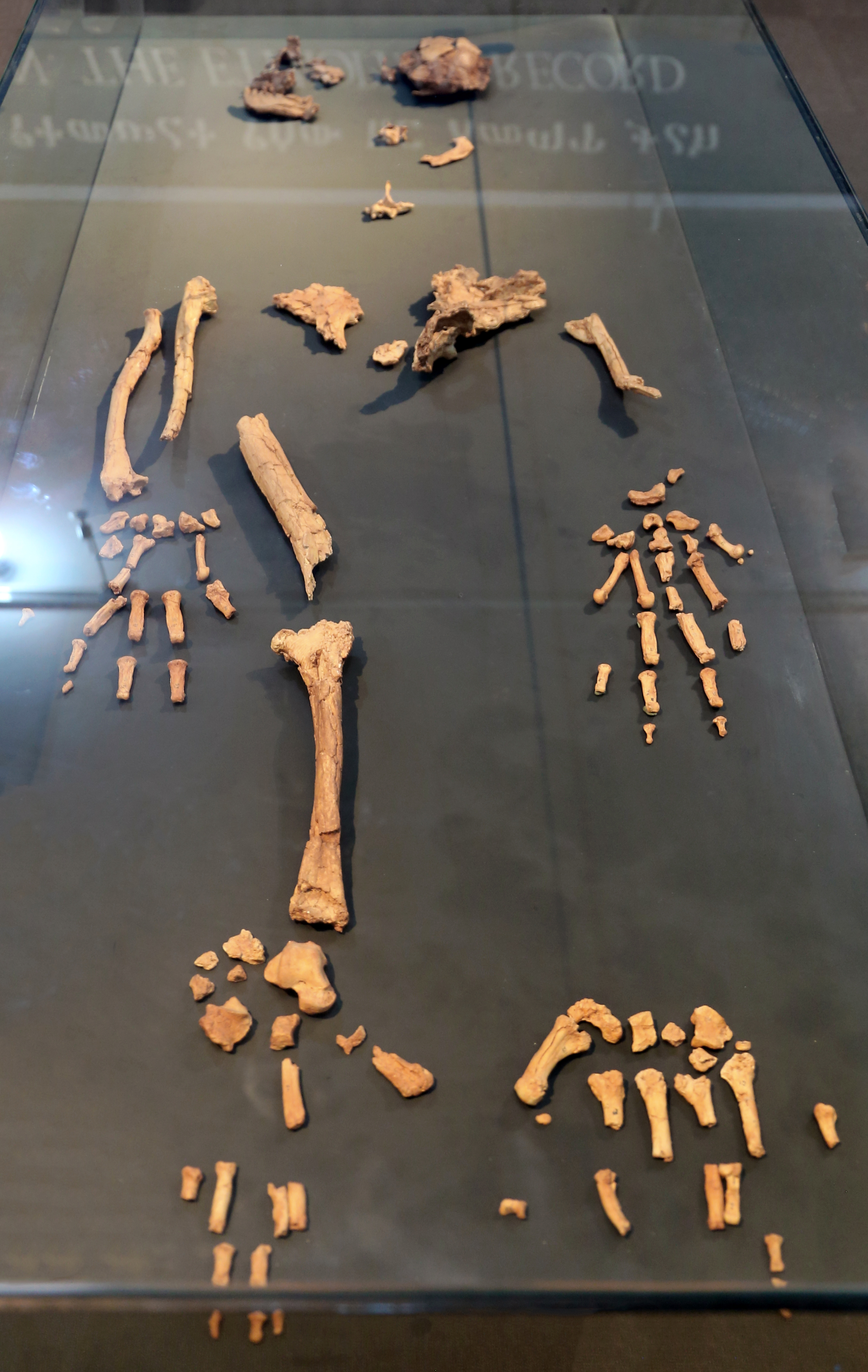
Resten van Ardipithecus

In 1994 waren de gevonden resten zo'n half miljoen jaar ouder dan overige bekende australopithecussoorten. Daarom plaatsten dezelfde auteurs de soort in 1995 in een apart geslacht: Ardipithecus. Dat deden ze in een corrigendum van het oorspronkelijke artikel. De geslachtsnaam is een combinatie van het Afar ardi, 'grond', en het Oudgrieks pithekos, 'aap'. De typesoort van dit geslacht is Australopithecus ramidus. De combinatio nova, de nieuwe geslachtsnaam gecombineerd met de oude soortaanduiding, is Ardipithecus ramidus. In 1994 noch 1995 werden de aanvullende resten beschreven.
Volgens de beschrijvers uit 1994 vormden de hoektanden van A. ramidus een tussenfase in de evolutie van de bouw van de hoektanden. Ze waren langer dan bij Australopithecus maar stomper, gemeten naar de hoek tussen de lipzijde en de tongzijde, dan bij een chimpansee. Dat zou samenhangen met het verlies van het zogenaamde canine honing complex: het aanscherpen van de hoektanden door slijtage tegen de hiaten die bij de meeste mensapen nodig zijn om deze grote gebitselementen te ontvangen bij het sluiten van de muil.
De interpretatie uit 1994 kreeg al meteen kritiek. Problematisch is dat de hoektanden weliswaar in zijaanzicht stomper zijn maar in vooraanzicht juist spitser dan bij zelfs een chimpansee. Daarbij hebben premolaren en kiezen een zeer dunne emaillaag, anders dan bij aapmensen. Whites rivaal Ian Tattersall suggereerde in 1999 zelfs dat het om een verwant van de orang-oetans ging en dat het postcraniaal skelet daarom in 1994/1995 opzettelijk niet was beschreven. Daarbij past dan weer niet dat het achterhoofdsgat zo ver vooraan ligt. Dat duidt op een rechtopstaande gang.
Tussen 1999 en 2003 werden meer fossielen gevonden, 109 specimina die minstens vijfenveertig individuen zouden vertegenwoordigen. Daaraan werd in 2009 een reeks artikelen gewijd. In 2009 werd ook de schedel beschreven van een volwassen individu dat de bijnaam Ardi kreeg, specimen ARA-VP-6/500. Het bleek te gaan om de in 1994 gevonden resten. Het zou gaan om een vrouw. Al deze vondsten stammen uit lagen die niet meer dan tienduizend jaar van elkaar in leeftijd verschillen. Het gaat dus waarschijnlijk om één populatie.
In 2001 werd uit oudere lagen een ondersoort benoemd: Ardipithecus ramidus kadabba. In 2004 werd dit de volle soort Ardipithecus kadabba.

## Beschrijving

### Grootte
Ardipithecus ramidus is het best beschreven aan de hand van 'Ardi'. Het individu, specimen ARA-VP-6/500, was naar schatting 120 centimeter hoog en 51 kilogram zwaar. Het gewicht van specimen A.L. 288-1 werd in 2009 geschat op 26 kilogram. In 1994 werd aangegeven dat sommige exemplaren tot 30% langer waren. In 2016 schatte William Jungers het gemiddelde gewicht op 32,1 kilogram.

### Onderscheidende kenmerken
In 1994 werd een aantal kenmerken gegeven waarin Ardipithecus ramidus zich van andere mensachtigen onderscheidt. De hoektanden zijn relatief groter in verhouding tot de achterste tanden. De eerste kies van het melkgebit is smal en schuin langwerpig met een groot protoconide, een klein en richting tweede kies geplaatst metaconide, zonder fovea aan de voorzijde en een klein laag talonide met slechts minimale bijkomende knobbeltjes. Het bovenste kaakgewricht toont geen duidelijk afgescheiden eminentia articularis. De hoektanden en kiezen hebben een relatief en absoluut dunner email. De onderste derde premolaar is sterker asymmetrisch met een dominante hoge knobbel aan de buitenzijde en een kam overdwars die van de zijde van de vierde premolaar naar de binnenzijde gericht is. De bovenste derde premolaar is sterker asymmetrisch met een relatief grotere, hogere en meer dominante knobbel aan de buitenzijde.
Latere publicaties gaven ook verschillen in de postcrania aan. Het onderste gewrichtsvlak van het spaakbeen is sterk afgeschuind. Het opperarmbeen heeft aan de onderzijde een krachtige kam lopen naar de buitenste onderste gewrichtsknobbel. Bij het opperarmbeen is de beenstijl naar de buitenste onderste gewrichtsknobbel langwerpig en verticaal uitgerekt. Later werd ook duidelijk dat bij Australopithecus anamensis de eminentia articularis eveneens ontbreekt.
Daarnaast werden er afgeleide kenmerken opgesomd waarin A. ramidus afwijkt van zowel moderne basale mensapen als goed bekende mensapen uit het Mioceen. De hoektanden zijn meer als voortanden gevormd waarbij de kronen minder uitsteken, met minder hoge schouders. De onderste hoektand heeft slijtvlakken aan de zijde van de voortand die een patroon van uithollingen vormen. De derde onderste premolaar heeft een zwakkere uitstulping aan de buitenste achterhoek en mist slijtvlakken die zouden wijzen op een functioneel Canine Honing Complex, het scherpen van de bovenste hoektand langs de rand van de premolaar. De modus van de grootte van de onderste derde premolaar ligt lager. De onderste kiezen zijn modaal relatief kleiner. Het achterhoofdsgat is meer naar voren geplaatst relatief tot het foramen carotideum. Het kanaal voor de nervus hypoglossus ligt voor de meatus acusticus internus. Het foramen carotideum ligt aan de achterste binnenkant van de bocht van het tympanicum.

### Schedel

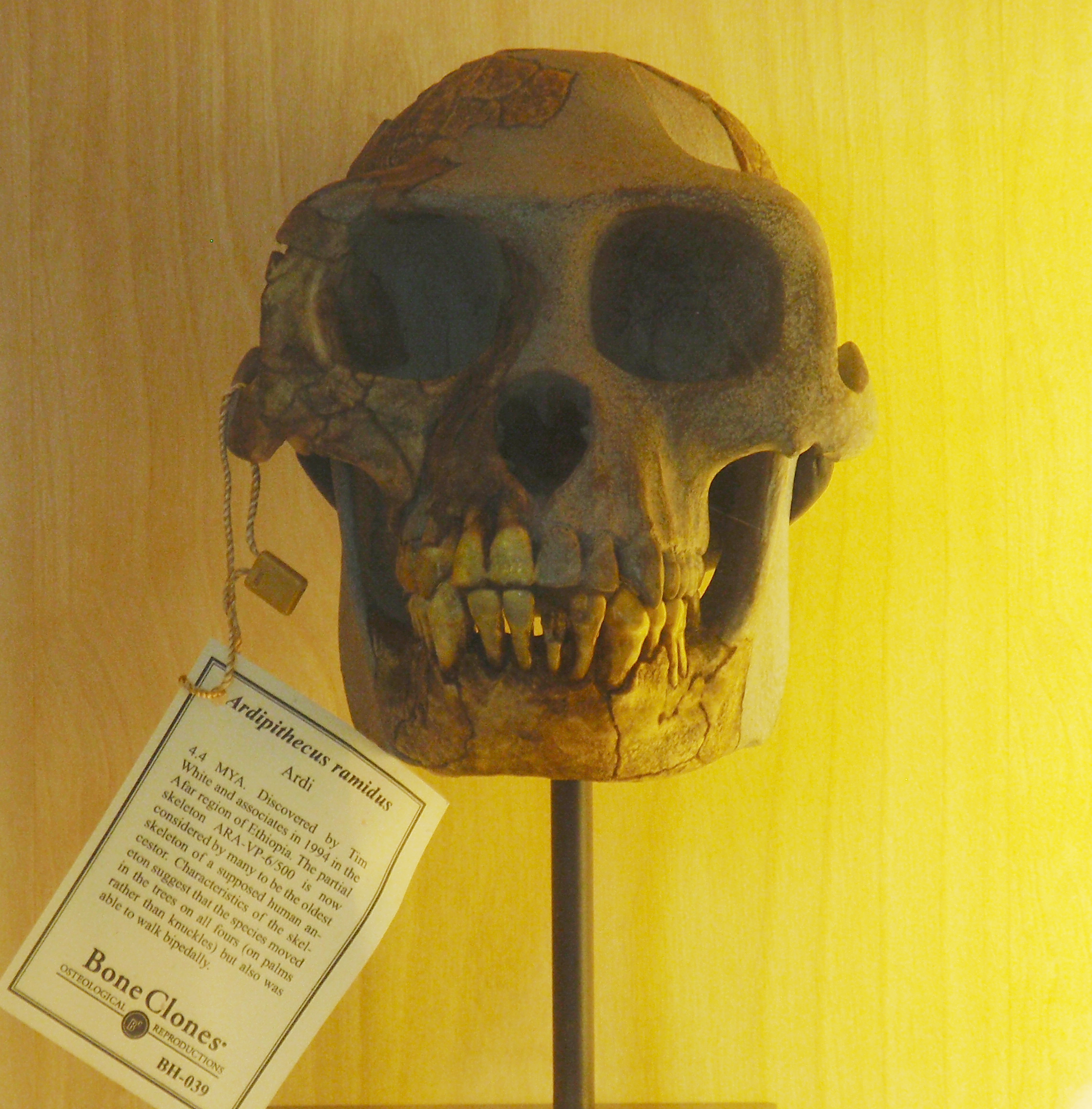
Model van de schedel van "Ardi"

De schedel was zeer fragmentarisch en vervormd maar werd door een computer gereconstrueerd na een CAT-scan in december 2003. A. ramidus bleek een ten opzichte van de lichaamsgrootte kleine hersenholte te bezitten met een inhoud van 280–350 cm³. De bovenkaak stak sterk vooruit maar de onderkaak niet. Dat laatste is anders dan bij de chimpansee en zou duiden op een verminderde agressie binnen de groep. Anders dan bij Australopithecus is de schedel over de jukbeenderen niet sterk verwijd. De hoektanden zijn vrij klein, ook bij mannen. De schedelbasis is verkort en het achterhoofd is naar beneden gebogen zoals bij mensachtigen. Deze kenmerken komen overeen met de oudere Sahelanthropus. Van alle bekende mensapen heeft Ardipithecus ramidus de horizontaal kortste schedel ten opzichte van de lichaamsgrootte. Een kleine schedel hangt in het algemeen samen met een geringe seksuele dimorfie maar die moet voor a. ramidus nog concreet bewezen worden. Het slaapbeen en de jukbeenderen hebben grote luchtholten, een basaal kenmerk.
Het achterhoofdgat is relatief klein. De voorwaartse plaatsing van het achterhoofdsgat is een van de sterkste aanwijzingen voor een rechtopgaande gang. Het belang hiervan is echter gerelativeerd door erop te wijzen dat ook de bonobo een meer naar voren geplaatst foramen magnum heeft. In 2009 bleek echter dat het verschil tussen bonobo en de gewone chimpansee statistisch niet significant was en bij Ardipithecus wel. De verbrede en verkorte achterste schedelbasis van Ardipithecus zou geen uiterste vertegenwoordigen van een spectrum bij mensapen maar een fundamentele reorganisatie.
De wenkbrauwwal boven de oogkas is bij specimen ARA-VP-6/500 in het midden zes millimeter hoog. Dat is weinig en een aanwijzing dat het om een vrouw gaat. Achter de wal is er geen duidelijke trog overdwars, zoals bij moderne basale mensapen wel het geval is. Er is een grote voorhoofdsholte. De overgang naar het jukbeen is breed en ruw. De richel op het slaapbeen draait ter hoogte van het midden van de oogkas naar achteren en de twee takken zetten zich met een afstand van vijfentwintig millimeter naar het achterhoofd voort. Een kleine nekkam versmelt met een kam op het slaapbeen.
De bovenkaak is verticaal kort en weinig prognaat, naar voren uitstekend. Een vergelijking met de gewone chimpansee is in dit verband misleidend want die soort heeft uitzonderlijk uitstekende kaken. De overgang tussen het bovenkaaksbeen en de basis van het jukbeen ligt boven de eerste molaar. Dat is een meer achterwaartse positie vergeleken met australopithecussoorten maar meer voorwaarts dan bij moderne basale mensapen. Zo'n positie komt echter veel voor bij mensapen uit het Mioceen zoals Kenyapithecus, Nacholapithecus, Sivapithecus, Dryopithecus, Pierolapithecus en Ouranopithecus. De kam tussen de tandkassen en de voorste jukbeenboog, de crista zymaticoalveolaris, is basaal laag en gewelfd. In 2009 werd door Suwa gesuggereerd dat de verticale korte bovenkaak een gevolg is van een foute reconstructie.
Het profiel van de tandenrij houdt het midden tussen een basale rechthoek en de afgeleide parabolische vorm bij mensachtigen. Het achterste deel van de rij is recht maar de hoektand is bij sommige exemplaren meer naar het midden geplaatst. De hoektanden zijn verkort maar niet tot het niveau van de voortanden. Ze hebben een lage stompe vorm. Ze zijn breder van voor naar achter dan overdwars terwijl dat bij basale mensapen andersom is. De bovenste hoektanden werden wellicht niet aangescherpt tegen de premolaren, hoewel hun algemene basale bouw dat wel suggereert. Het email op hun spits is dun, ongeveer een millimeter dik, vergeleken met anderhalve millimeter bij Australopithecus afarensis. Er bevindt zich een smal diasteem, hiaat, tussen de bovenste tweede voortand en de bovenste hoektand. De voortanden zijn vrij klein. De bovenste derde premolaar heeft een bouw die lijkt op die van een chimpansee. De vierde premolaar heeft één wortel. De achterste tanden zijn iets vergroot wat samenhangt met de versterking van het kauwapparaat dat echter niet extreem ontwikkeld is. De kiezen lijken sterk op die van A. afarensis maar zijn minder breed. Hun buitenste knobbels zijn die ingesleten. Ze missen de rimpelingen en brede troggen van het slijtvlak bij chimpansees of de hoge knobbels van gorilla's. Hun email is relatief dun.
Het kaakgewricht is kort van voor naar achter, evenals de fossa temporalis. Het bovenste kaakgewricht is zeer vlak, zonder een sterk naar beneden stekende processus entoglenoideus. Het tympanicum is buisvormig, van voren en achteren begrensd door diepe groeven. De buis loopt tot minstens de buitenste zijkant van het uitsteeksel in het gewricht door. Het tepelbeen ofwel de processus mastoideus is een stompe verheffing in plaats van de gezwollen, gebogen piramidevormige punt bij chimpansees. De fossa digrastica is duidelijk dieper dan bij de chimpansee.
Bij de onderkaken helt de symfyse naar achteren: een echte kin ontbreekt dus. De onderkaak is weinig gezwollen en de buitenste zijkant is uitgehold. De opgaande tak begint relatief achterwaarts. Dit zijn alle basale kenmerken. Het foramen mentale opent naar voren en boven en is op de middelste hoogte van de kaak geplaatst. De onderste eerste kies van het melkgebit staat dicht bij die van een chimpansee en is erg klein. Ook de blijvende eerste kies is klein, opvallend kleiner dan de tweede kies. De derde kies is achteraan afgerond, net als bij Miocene mensapen of A. afarensis. De onderste achterste tandenrij is zwak hol gekromd aan de buitenzijde, een basaal kenmerk.

### Postcrania

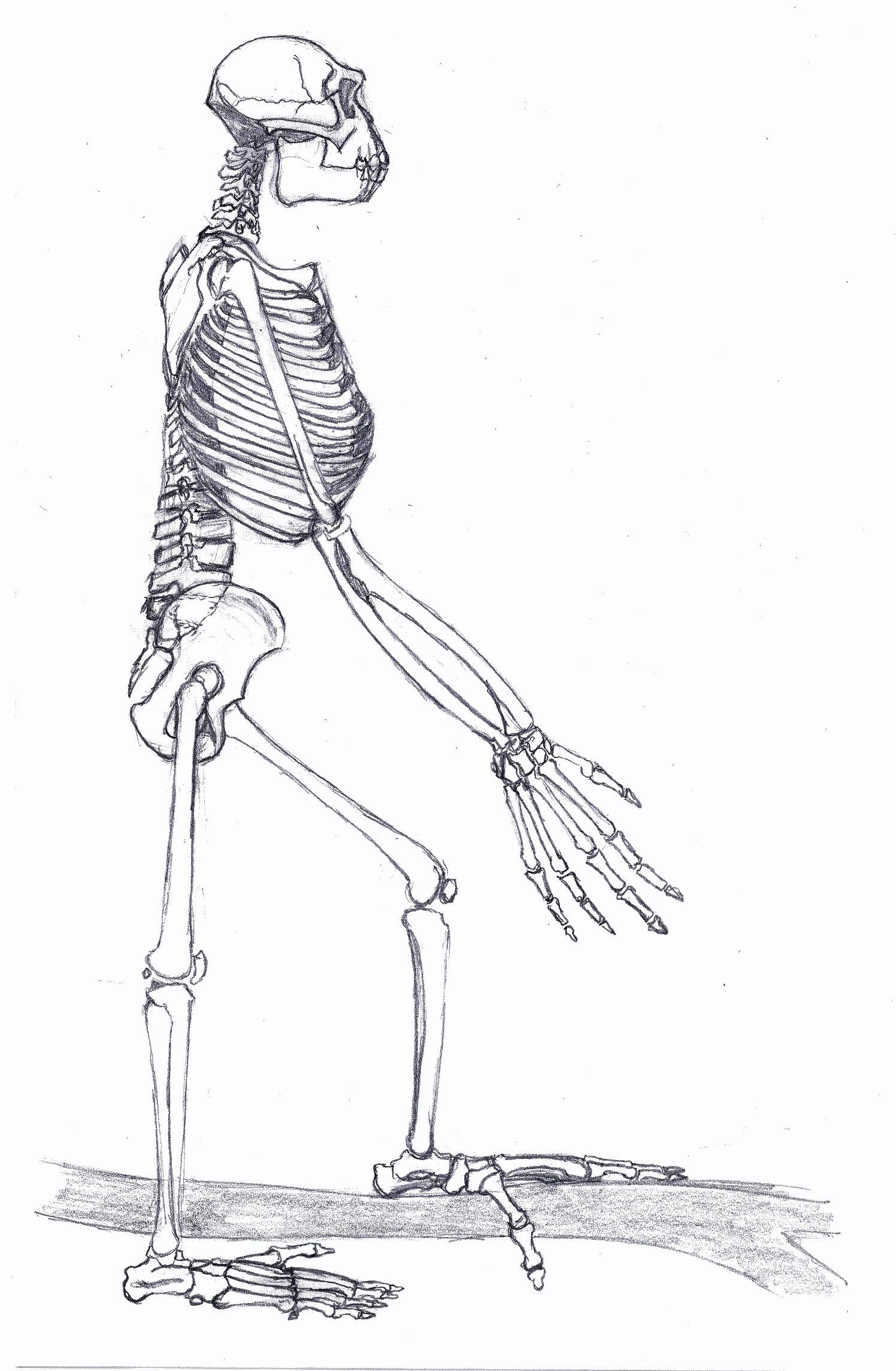
A. ramidus liep rechtop, had vrij lange armen maar ook benen en had wellicht een grijpvoet

Volgens de beschrijving uit 2009 is de onderrug flexibel, met een groot aantal lendenwervels. Dat is een basaal kenmerk en wijkt af van de moderne basale mensapen. De onderrug was zo in staat tot een aanzienlijke lordose, kromming in S-vorm, wat nuttig is om de rug verticaal te houden bij het rechtop lopen. Het brengt de bilspieren ook in een betere positie om een stabiliserende abductie uit te oefenen.
Het bekken van Ardipithecus is tamelijk basaal. Het heeft lange, rechte en brede ruwe zitbeenderen en een vrij korte ramus pubis, dus de tak van het schaambeen onder het foramen obturatum. Het bekken is relatief smal, met een geringe afstand tussen de heupgewrichten. De darmbeenderen zijn slechts matig verkort en verbreed. Het hoofdlichaam van het schaambeen is echter niet lang, een afgeleid kenmerk. De matige verkorting zou toch een aanpassing kunnen zijn geweest aan een tweevoetige gang.
Het opperarmbeen heeft een ovale kop, een afgeleid kenmerk. Bovenaan is er geen diepe fossa bicipitalis die chimpansees en gorilla's wel bezitten. Basaal is echter dat de buitenste trochlea een sterk ontwikkelde richel toont en dat de beenstijl naar de buitenste onderste gewrichtsknobbel langwerpig is, van boven naar buiten verbreed.

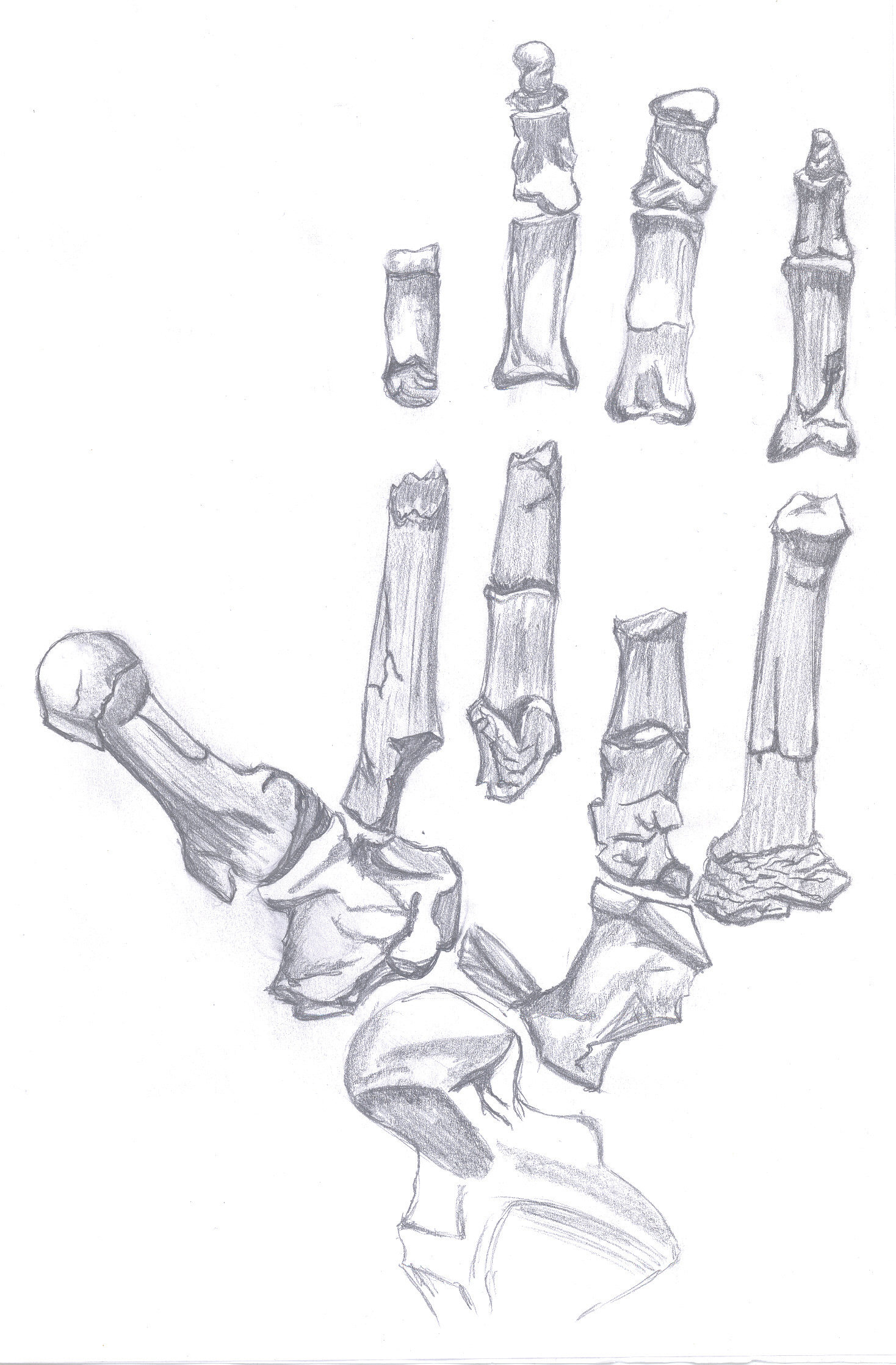
De voet

De onderarm is korter dan het scheenbeen. Ook dat is basaal. Bij de moderne mens is de onderarm verder verkort. Bij de gorilla's is er grotendeels slechts een relatieve verkorting door een verlenging van het opperarmbeen. Bij moderne basale mensapen zijn de armen als geheel sterk verlengd ten opzichte van hun voorouders. De ellepijp heeft drie afgeleide kenmerken: een stompe en naar boven verbrede processus olecrani die over een rechte bovenste schacht uittorent; een incisura trochlearis die naar voren is gericht; en een naar voren gericht aanhechtingsvlak voor de musculus brachialis. Het spaakbeen is basaal doordat het onderste gewrichtsvlak een grote hoek maakt met de schacht door een sterk ontwikkelde processus styloideus.
De vingerkootjes van A. ramidus zijn langer dan bij de moderne mens maar de middenhandsbeenderen zijn juist korter. Moderne basale mensapen kregen een langere middenhand om torsie bij het klimmen en slingeren te weerstaan. Het eerste middenhandsbeen van A. ramidus is echter juist relatief langer en robuuster. Dat zou een aanwijzing kunnen zijn dat speciale hoxgenen de bouw van de binnenste middenhand reguleerden. Overeenkomstig is de duim robuuster. Dit zou bij Homo nog sterker worden maar de robuustheid ten opzichte van gorilla's en chimpansees is ten dele van oudere apen geërfd. De verbinding tussen middenhand en pols lijkt op die van mensapen uit het Mioceen: bij de kop van de middenhandsbeenderen wordt de bovenkant aan beide zijden diep ingesneden voor de bevestiging van het gewrichtskapsel. Dat stelde de hand in staat zich verder te strekken en plat op de grond het gewicht te dragen voor een afzet.
Bij alle moderne mensapen, inclusief de mens, is de voet verkort. Bij de meeste mensapen diende dit echter om een betere grijpvoet te vormen zowel in de teenkootjes als de middenvoetsbeenderen. Bij mensachtigen was het doel rechtop te gaan lopen. Ardipithecus heeft wel een afstaande grote teen maar het is de vraag of daarmee nog goed gegrepen kon worden. Daarvoor ontbreekt bij de middenvoet de nodige soepelheid in de verbinding met de enkel. Aan de andere kant fungeerde de grote teen niet voor de afzet. De voet behield bij Ardipithecus kenmerken van de mensapen uit het Mioceen die een goede afzet dienden. Zo heeft hij nog een krachtige musculus quadratus plantae, musculus peroneus longus en musculus peroneus brevis, spieren waarmee plat op de grond kon worden gelopen, met een stijve voetzool. Hierop duidt mede de functie van de musculus fibularis longus. Ook is er nog een os aponeurosis plantaris voor een goede aanhechting van de voetzool. Bij moderne mensen is de voet verlengd door een rekking van de enkelbeenderen. De lengte van de teenkootjes lijkt op die van Gorilla.

## Fylogenie

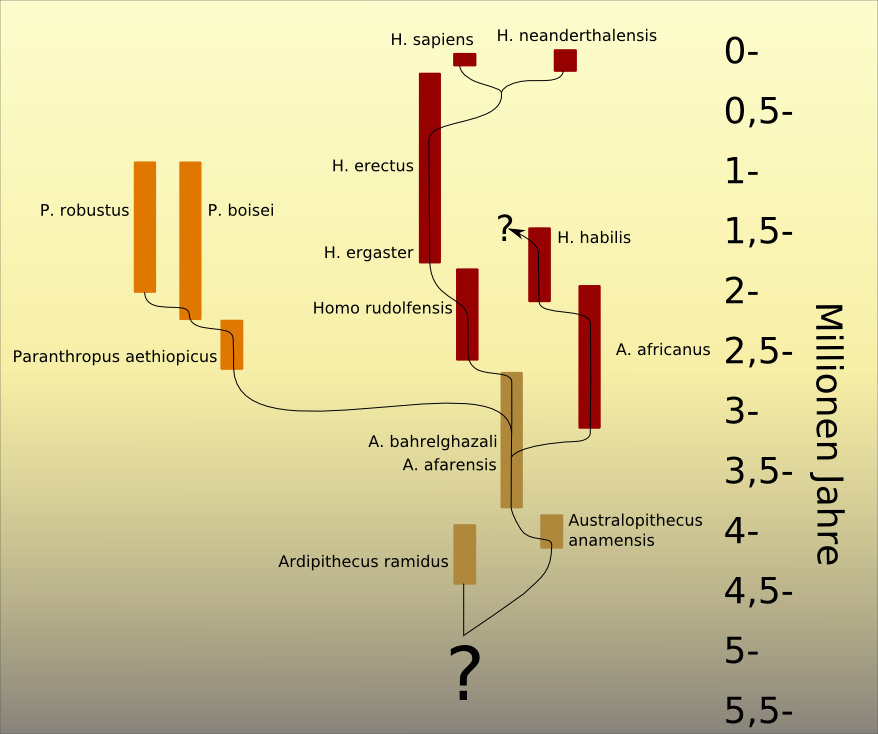
A. ramidus als basaal in de stamboom van de mens geplaatst

In 2009 werd A. ramidus voorgesteld als een geheel nieuw model voor de laatste gemeenschappelijke voorouder van chimpansees en mensen. Eerder was er steeds van uitgegaan dat die sterk op een chimpansee leek. A. ramidus echter had geen aanpassingen aan het slingeren aan takken of het lopen op de knokels. Hij zou de oude bouw van eerdere apen bewaard hebben die op de handpalmen en zolen over takken liepen. De chimpansee zou zich sinds de splitsing van de menselijke tak al net zo gespecialiseerd hebben als die laatste. Dat zou volgens Claude Owen Lovejoy ook betekenen dat men bij het vraagstuk hoe de menselijke taal, jacht en agressie zich ontwikkeld hebben, niet meer simpelweg de chimpansee als beginpunt kan nemen.
In 2010 wees Esteban Sarmiento op twee problemen bij deze interpretatie. Om te beginnen geeft de calibratie door de moleculaire klok, het bepalen van splitsingspunten van afstammingslijnen door het meten van het aantal mutaties van het mitochondriaal DNA, vaak een ouderdom die minder is dan de 4,4 miljoen jaar van A. ramidus. Deze zou dan niet na maar vóór de laatste gemeenschappelijke voorouder geleefd hebben. Dat zou betekenen dat de chimpansee dichter bij de mens staat dan A. ramidus en dus wellicht toch een beter model vormt. Op de tweede plaats was men vergeten dat als A. ramidus een goed model is voor de laatste gemeenschappelijke voorouder, hij ook een goed model is voor het begin van de tak die naar de chimpansee leidt. Maar in dat geval is hij wellicht helemaal geen voorouder van de mens maar juist van de chimpansee.
In 2011 stelde een studie dat die kenmerken van A. ramidus, welke duiden op een behoren tot de menselijke tak, ook wel bij meer basale mensapen voorkomen in een patroon van mozaïekevolutie. Dat zou het zeer onzeker maken of A. ramidus werkelijk tot de Hominini behoort. Daar is weer tegenin gebracht dat het desalniettemin de best ondersteunde hypothese is.

## Levenswijze
Ardipithecus ramidus woonde volgens de studies uit 2009 in een vrij bosrijke habitat met een relatief vochtig koel klimaat. Hij liep echter wel rechtop. De vrij sterk afstaande eerste teen zou een grijpende functie behouden kunnen hebben en is gezien als een aanwijzing dat het dier nog vaak in bomen klom. Hij zou dan langzaam in een stam geklauterd hebben, die met de voeten omvattend. Hij zou zich beperkt hebben tot lagere lagen om voedsel te verwerven en geen hoog groeiend fruit hebben kunnen plukken. Ardipithecus ramidus at ook planten van de bosbodem maar was geen gespecialiseerde jager. De meeste grote fossielen uit de lagen waarin het dier gevonden is, betreffen antilopen uit de Tragelaphinae en apen uit de Colobinae. Daarnaast zijn er zo'n tienduizend fossielen van kleine zoogdieren en vogels opgegraven. Ook dit waren typische bosbewoners, ver van open water levend. De dunne emaillaag op de kiezen van A. ramidus wijst erop dat voornamelijk vruchten werden gegeten en misschien kleine diertjes. In 2010 wezen andere onderzoekers erop dat de gegevens niet zo eenduidig zijn en ook verenigd kunnen worden met een landschap dat meer op een savanne lijkt.
In 2015 concludeerde een studie dat de zwakkere hoektanden wezen op een verhoogde ouderzorg: mannetjes zouden hun energie meer in de kinderen steken dan in het onderling vechten. Dat zou geleid hebben tot minder seksuele dimorfie en meer pedomorfie, het behoud van kinderlijke trekken. Dit zou een belangrijke factor geweest zijn in de evolutie van de mens, in een proces van zelfdomesticering. Een vervolgstudie uit 2017 stelde dat bij A. ramidus het strottenhoofd dieper lag en de lordose, de S-kromming, van de ruggengraat sterk was. Dat zou de ontwikkeling van het spreken en daarmee de taal hebben bevorderd alsmede die van het zingen.
| Voorlopers en oude verwanten van de mens | Voorlopers en oude verwanten van de mens | Voorlopers en oude verwanten van de mens |
| Fossiel voorkomen                        | Geslacht                                 | Soorten |
| ---------------------------------------- | ---------------------------------------- | --- |
| 7 - 4,4 Ma                               | Sahelanthropus                           | Sahelanthropus tchadensis |
| 7 - 4,4 Ma                               | Orrorin                                  | Orrorin tugenensis |
| 7 - 4,4 Ma                               | Ardipithecus                             | Ardipithecus ramidus · Ardipithecus kadabba |
| 4,3 - 2 Ma                               | Australopithecus                         | A. anamensis · A. afarensis · A. bahrelghazali · A. africanus · A. garhi · A. sediba |
| 3,5 Ma                                   | Kenyanthropus                            | Kenyanthropus platyops |
| 2,5 - 1 Ma                               | Paranthropus                             | P. aethiopicus · P. boisei · P. robustus |
| tot heden                                | Homo                                     | H. antecessor · H. cepranensis · H. denisova · Homo erectus (Javamens · Pekingmens) · H. ergaster · H. floresiensis · H. gautengensis · H. georgicus · H. habilis · H. heidelbergensis · H. helmei · H. neanderthalensis · H. rhodesiensis · H. rudolfensis · Homo sapiens (H. s. idaltu · Cro-magnonmens · Red Deer Cave-mensen) |